# 김경아 (희극인)
김경아(金慶雅, 1981년 4월 26일 ~ )는 대한민국의 개그우먼이다.

## 생애 및 경력
동아방송예술대학교에서 방송극작과를 졸업한 그녀는 2002년 연극배우 첫 데뷔하였고 2006년 KBS 21기 공채 개그우먼으로 정식 데뷔하면서 대표작으로는 KBS 텔레비전 프로그램 《개그콘서트》 등이 있으며 땡구라는 닉네임으로도 유명한 그녀는 개그맨 권재관과 결혼하여 그와의 사이에 1남 1녀를 두었다.

## 출연작

### 방송
- 《개그콘서트》(KBS2)
  - 〈풀하우스〉
  - 〈풀옵션〉
  - 〈분장실 강선생님〉
  - 〈날아라! 변튜어디스〉
  - 〈나쁜 남자〉
  - 〈로열 패밀리〉
  - 〈트랜스포 뭐?〉
  - 〈춤추는 마네킹〉
  - 〈달콤살벌한 두 여인〉
  - 〈복두신권〉
  - 〈너무 좋아〉
  - 〈노래방 도사〉
  - 〈호랭이 언니들〉
  - 〈불편한 진실〉
  - 〈아빠와 아들〉
  - 〈군대 온 걸〉
  - 〈후궁뎐;꽃들의 전쟁〉경빈 역
  - 〈어른들을 위한 동화〉
  - 〈시엄마가 이상해〉시어머니 역
- 《폭소클럽 2》(KBS2)
- 《개그사냥》(KBS2, 2005년)
- 《개그스타》GCC어워드 (KBS2)
- 《스타부부쇼 자기야》(SBS)
- 《도전 1000곡》(SBS)
- 《부모-위대한 엄마》(EBS1)
- 《교회행전》(CTS기독교TV)
- 《극동방송》
- 《행복한 아침》(채널A)
- 《프레시우먼2》(웹드라마)

## 유행어
- 아들~~!!!! (시엄마가 이상해)
- 너 좀 역겨웠겠다? (시엄마가 이상해)
- 맘에 안들어~ x2 (시엄마가 이상해)

## 이외 출연작

### 광고
- 롯데제과 죠스바 스크류바 수박바

## 공연
- 《드립걸스》(2013년)

## 수상
- 2008년 KBS 연예대상 코미디부문 여자 신인상
- 2009년 KBS 연예대상 코미디부문 최우수코너상

## 가족 관계
- 배우자 : 권재관 (1977년 7월 14일 ~ )
  - 아들 : 권선율 (2011년 4월 12일 ~ )
  - 딸 : 권지율 (2015년 12월 9일 ~ )